# Montgardin
Montgardin ist eine französische Gemeinde im Département Hautes-Alpes in der Region Provence-Alpes-Côte d’Azur. Sie gehört zum Arrondissement Gap und zum Kanton Chorges. Die Bewohner nennen sich Montgardinois.

## Geografie
Montgardin befindet sich im Tal des Avance, fünf Kilometer von Chorges, sechs Kilometer von La Bâtie-Neuve, 15 Kilometer von Gap und 22 Kilometer von Tallard entfernt. Die Nachbargemeinden sind Ancelle im Norden, Réallon im Nordosten, Chorges und Embrun im Osten, Rousset-Serre-Ponçon im Südosten, Avançon im Süden, Jarjayes und Saint-Étienne-le-Laus im Südwesten, La Bâtie-Neuve und Gap im Westen sowie La Rochette im Nordwesten.
Der Berg Mal Boisset ist mit 1420 m der höchste Punkt in der Gemeindegemarkung. Zu Montgardin gehören neben der Hauptsiedlung auf mehr als 900 m gehören auch die Weiler Les Viaux, Les Aroncis und Les Bridons.

## Geschichte
Frühere Ortsnamen waren Montgardin (1080, 1472, 1512 und 1568), Monsgardinus (1177, 1235 und 1302), Castrum Montisgardini (1326) und Locus Montisgardini (1479).
Im Jahr 2011 kaufte die Priesterbruderschaft St. Pius X. das Haus Notre-Dame in Montgardin. Offiziell wurde es als Erholungsheim bzw. „maison contemplative“ für Mitglieder der Piusbruderschaft erworben, inoffiziell wird es als eine Art Privatsanatorium oder -gefängnis verwendet.  Christophe Thouvenot, Generalsekretär der Piusbruderschaft, bestätigte gegenüber investigativen Journalisten, dass „some priests are sent there in penitence“. Die Journalisten kamen in einer Reportage, die 2018 für den Investigative Reporting Award nominiert wurde, zu dem Schluss, dass Montgardin als „place of retreat for all priests in the society with a problem, sexual or not“, dient. Wer sich der Anweisung, sich nach Montgardin zurückzuziehen, nicht fügen wolle, verlasse häufig die Piusbruderschaft und schließe sich der 2012 von Richard Williamson gegründeten SSPX Resistance an.

### Bevölkerungsentwicklung
| Jahr      | 1962 | 1968 | 1975 | 1982 | 1990 | 1999 | 2006 | 2018 |
| --------- | ---- | ---- | ---- | ---- | ---- | ---- | ---- | ---- |
| Einwohner | 177  | 182  | 176  | 249  | 304  | 380  | 403  | 460  |

## Sehenswürdigkeiten
- Schloss von Montgardin aus dem 14. Jahrhundert
- Kirche Saint-Pélade, vormals Saint-Géraud